# 삼봉집

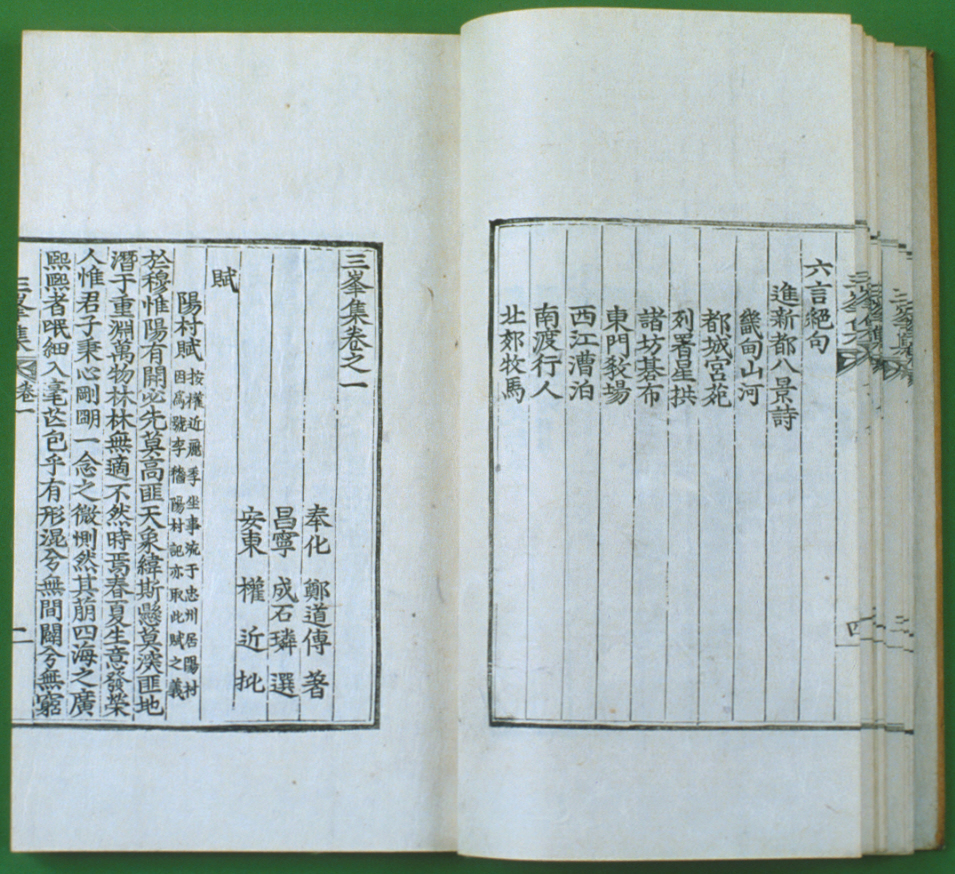

《삼봉집》(三峰集)은 조선의 관료 정도전이 평생에 걸쳐 쓴 글을 모아 편찬한 것이다. 부, 오언 및 칠언 고시, 율시, 악장, 소, 서, 기, 제문 등 다양한 형식과 내용의 글들을 맛볼 수 있다.
정도전은 고려 말에서 조선 초라는 격변의 시기를 살았고, 정도전 개인이나 그가 살았던 한 시대를 이해하기 위해서만이 아니라, 조선이라는 국가의 건국과 그 의미를 이해하기 위해서 반드시 읽어보아야 할 책이라고 할 수 있다.

## 책의 전래
《삼봉집》은 몇 차례 간행되었다. 최초의 간행은 정도전이 살아 있을 때인 1397년에 이루어졌는데, 장남 정진이 정도전이 가지고 있던 원고만을 모아 성석린·권근의 도움을 받아 두 권의 《삼봉집》으로 간행했다. 권근이 서문을 썼다. 하지만 이 문집은 지금은 전해지지 않는다.
이후 증손자 정문형이 경상도관찰사로 있을 때, 기존의 《삼봉집》에다 ＜경제문감＞·＜조선경국전＞·＜불씨잡변＞ 등을 더하여 1464년 안동부에서 목판본으로 중간했다. 중간본의 서문은 신숙주가 썼다. 이어 1467년 정문형이 강원도관찰사로 있을 때 ＜경제문감별집＞ 등을 추가했으며, 1791년 국왕의 명령에 의해 규장각에서 다시 편집하고 교정을 보아 대구에서 간행했다. 모두 14권 7책이다.

## 구성
권1과 2는 부(賦), 오언 및 칠언고시(七言古詩), 육언 및 칠언절구(七言絶句), 율시(律詩), 사(詞), 악장(樂章) 등 지금의 형식으로 보아 시(詩)에 해당되는 글들을 모아놓았다. 권3은 소(疏), 전(箋), 서(書), 계(啓), 서(序), 권4는 기(記), 설(說), 제발(題跋), 전(傳), 행장(行狀), 묘표(墓表), 제문(祭文), 책제(策題), 명(銘), 찬(贊)으로, 문장 형식의 글들이다. 권5와 6은 ＜경제문감＞, 권7과 8은 ＜조선경국전＞, 권9는 ＜불씨잡변＞, 권10은 ＜심기리편(心氣理篇)＞, 권11과 12는 ＜경제문감별집＞, 권13은 진법(陣法)과 습유(拾遺)이며 권14는 부록이다.

## 내용 인용
| “ | 下民至弱也 不可以力劫之也 至愚也 不可以智欺之也 得其心則服之 不得其心則去之 去就之間 不容毫髮焉 然所謂得其心者 非以私意苟且而爲之也 非以違道干譽而致之也 亦曰仁而已矣 땅에 사는 백성들은 지극히 약하지만 힘으로써 위협할 수 없으며, 지극히 어리석지만 지혜로써 속일 수 없습니다. 그들의 마음을 얻으면 (그들은) 복종하게 되고, 그들의 마음을 얻지 못하면 (그들은) 떠나갑니다. 떠나가거나 쫓아오는 간격은 털끝만큼의 차이도 되지 않습니다. 그러나 이른바 그들의 마음을 얻는다는 것은 사사로운 뜻을 가지고서 구차하게 얻는다는 것이 아니며, 도리를 어기고 명예를 구함으로써 얻을 수 있는 것도 아닙니다. 역시 “오직 인(仁)으로만 가능하다”고 할 수 있다. | ” |

## 문화재 지정

### 삼봉선생집 권1[2]
이 三峯先生集 은 麗末鮮初의 학자이며 문신인 三峯 鄭道傳(1342?-1398)의 詩文集으로 세조 11(1465)년에 간행된 重刊本의 잔권(殘卷) 권1이다.
정도전의 문집은 저자 생존시기인 태조 6년(1397)년에 아들 정진(鄭津:1361-1427)이 저자가 평소 정리해두었던 시고(詩稿) 중 권근(權近)이 가려 뽑고, 成石璘(1338-1423)이 비점을 찍어 간행하였는데, 이 문집의 초간본에는 권근의 서문을 실었다.
그 후 저자가 왕자의 난에 관련되어 1398에 처형되면서 문집의 판본들은 흩어져서 없어졌으므로, 증손 정문형(鄭文炯:1427-1501)이 경상도관찰사로 재직시인 세조(世祖) 11년(1465)에, 초간본에『경제 문감(經濟文鑑)』·『조선경국전(朝鮮經國典)』·『불씨잡변(佛氏雜辨)』등을 합편하고, 신숙주(申叔 舟:1417-1475)의 서문을 붙이고 7권으로 편집하여 안동부(安東府)에서 목판(木版)으로 간행하여, 안동에 장판(藏板)한 것이 중간본(重刊本)이다.
이어서 정문형이 강원도관찰사로 있던 성종(成宗) 18년(1487)에 지방에 산재해 있던 제영(題詠) 등 120장을 수집하고 『경제문감별집(經濟文鑑別集)』 등을 추가하여 제8권으로 편집하여 강릉(江陵)에서 목판으로 추각(追刻)하여 안동에 옮겨 장판(藏板)한 것이 3간본이다.
그후 정조(正祖) 15년(1791)에 왕명으로 규장각(奎章閣)에서 전체적으로 재편집과 교정(校正)을 거쳐 대구(大邱)에서 목판으로 판각하여 대구에 장판(藏板)한 것이 4간본으로 14권 7책본인 현재의 통행본이다.
이들 각 판본중 초간본에는 권제1 삼봉선생집(三峯先生集)의 권수제(卷首題) 다음 항에 「昌寧 成 石璘 選/ 安東 權近 批」의 문구와 함께 본문에 비점(批點)이 판각되어 있는데 반하여, 중간본에는 같은 문구와 비점이 판각되어 있지 않고 어미(魚尾)도 달라서 구별된다. 3간본은 제8권이 추가된 점에서 구분되고, 4간본은 초간본처럼 비점(批點)이 추가되고 분권이 14권본으로 재편되어 쉽게 구별된다.
이 판본은 卷頭에 權近(1352-1409)의 序文에 이어 卷1에는 <雜詠>의 題下에 ‘關山月’·‘出城’·‘古意’ 등 五言古詩 51首, 七言古詩 7首, 五言絶句 4首 六言絶句 8首 등 詩 70首와 ‘陽村賦’·‘墨竹賦’·‘梅川賦’ 등 賦 3首가 수록되어 있다. 卷末에는 中國人 周倬의 後識, 中國人 張溥의 題三峯詩集, 李穡 (1328-1396)의 跋文 등이 수록되어 있다. 제1판〜제30판과 제31판〜제54판의 2종의 版本으로 구성되어 있으며, 제41판과 제42판은 製冊上의 失手인듯 순서가 바뀌어 있다. 전체적으로 邊欄의 形態와 冊의 크기 및 紙質 등은 동일하며, 제1판-제30판의 版式은 半郭 16.3×12.5cm, 有界, 11行20字, 白口, 無魚 尾인데 비하여 제31판-제54판의 版式은 半郭 16.7×13.0cm, 有界, 11行20字, 大黑口, 上下內向黑魚尾이다.
조선건국의 기틀을 잡는데 핵심적 역할을 담당한 삼봉(三峯) 정도전(鄭道傳)의 문집은 인물의 비중이나 내용의 중요성은 물론 국내 유일본으로 매우 귀중한 책이다.

### 삼봉집목판
삼봉집목판은 1986년 5월 7일 경기도의 유형문화재 제132호로 지정되었다.
이 목판은 글자 새김이 정교하여 인쇄문화사 연구에 귀중한 자료일 뿐만 아니라 조선왕조 건국이념이기도 한 정도전의 정치, 경제, 철학 사상이 망라된 것이라는 점에서 그 가치가 더욱 높이 평가된다.